# Claude II Carondelet
Claude Carondelet (1493 - 10 augustus 1564) of Claudius Carondeletus werd proost van Sint-Donaas en kanselier van Vlaanderen.

## Levensloop
Claude Carondelet was de zoon van Claude I Carondelet, oudste zoon van Jan I Carondelet, en van Jacqueline de Joigny de Pamele. Hij koos voor een klerikale loopbaan en werd al jong deken van het kapittel van Besançon en deken van Harelbeke.
In 1543 volgde hij zijn oom Jan II Carondelet op als deken van het kapittel in de Sint-Donaaskerk in Brugge, met de er aan verbonden ambt van kanselier van Vlaanderen. Hij wordt ook vermeld als raadsheer bij keizer Karel V en Filips II van Spanje, hoewel deze functie wellicht niet veel inhoud heeft gehad.
Toen in 1559 het bisdom Brugge werd opgericht, verwachtte Carondelet dat hij, als belangrijkste clericus binnen het nieuwe bisdom, tot bisschop zou worden benoemd. Dit gebeurde echter niet en Pieter de Corte, een Bruggeling, van wie men de intellectuele capaciteiten kende en die had meegewerkt aan de omschrijving van de nieuwe bisdommen, kreeg de voorkeur. Er was ook voorzien dat de bisschop de titels van proost van het kapittel en van kanselier van Vlaanderen zou overnemen. Carondelet vond dit niet leuk en deed van niets afstand. Hij bleef gewoon in de residentie van de proost wonen en de titels verder behouden. Pas na zijn dood kwam de bisschop in het bezit van de titels en van de residentie.
Gachard vermeldt in de 'Biographie nationale' dat Claude Carondelet in januari 1545 tot raadsheer werd benoemd in de Geheime Raad in Mechelen, maar kort daarop overleed. Dit kan niet kloppen, des te meer dat Gachard hem op 11 augustus 1544 doet sterven. Het gaat hier waarschijnlijk om een verwarring met Jan II Carondelet, zijn oom, die in februari 1545 in Mechelen overleed, of met een andere van de vele Carondelets.
Net als Jan II Carondelet werd hij in de Sint-Donaaskathedraal begraven, met een monument in marmer en albast. Op het monument is een kardinaalswapen afgebeeld, hoewel het niet bekend is dat Carondelet deze hoge functie zou hebben bereikt. Het monument verdween in 1783.